# Otterham
Otterham est un village et une paroisse civile anglais situé dans le nord du comté de Cornouailles. En 2001, sa population était de 228 habitants.

## Source de la traduction
- (en) Cet article est partiellement ou en totalité issu de l’article de Wikipédia en anglais intitulé « Otterham » (voir la liste des auteurs).